# Camille d'Hostun
Camille d'Hostun (n. 14 februarie 1652 -d. 20 martie 1728) a fost un nobil francez, diplomat și comandant militar, mareșal al Franței.

## Origini
A fost fiul lui Roger d'Hostun de la Baume și al lui Marie de Neufville Villeroy.

## Cariera militară
A intrat în cadrul armatei la 15 ani. În 1672 a luat parte la războiul franco-olandez sub comanda prințului de Condé. S-a distins în mod particular în Alsacia, în 1673, pe când servea sub ordinele lui Turenne, în bătălia de la Senefe. A participat la campaniile din 1675 și 1676. A luat parte la asediul de la Courtrai în 1683 și la Asediul Luxembourgului anul următor.
A fost promovat marechal de camp în 1688 și a servit în Războiul Marii Alianțe (1688-1697).
Prietenia sa cu Ludovic al XIV-lea i-a asigurat o poziție de autoritate. După sfârșitul războiului a fost ambasador la curtea Angliei. După moartea lui Iacob al II-lea]], Ludovic al XIV-lea îl recunoaște succesor pe fiul lui Iacob, James Francis Edward Stuart. Drept consecvență, Tallard este expulzat de William al III-lea al Angliei.
Cariera lui Tallard înflorește în timpul Războiului Succesiunii Spaniole. Pe 14 ianuarie 1703 devine mareșal al Franței. În 1703, sub comanda Ducelui de Burgundia, Tallard cucerește orașele Breisach am Rhein și Landau, iar pe 15 noiembrie câștigă bătălia de la Speyerbach împotriva lui Charles I de Hesse Cassel și a prințului de Nassau-Weilburg. În 1704, cu o armată de 29000 de soldați a asediat orașul Villingen. Susținut de cei 34000 de soldați ai lui Maximilian al II-lea Emanuel, Elector de Bavaria, a luptat cu trupele anglo-austriece ale Ducelui de Marlborough și ale Prințului Eugen în bătălia de la Blenheim. 

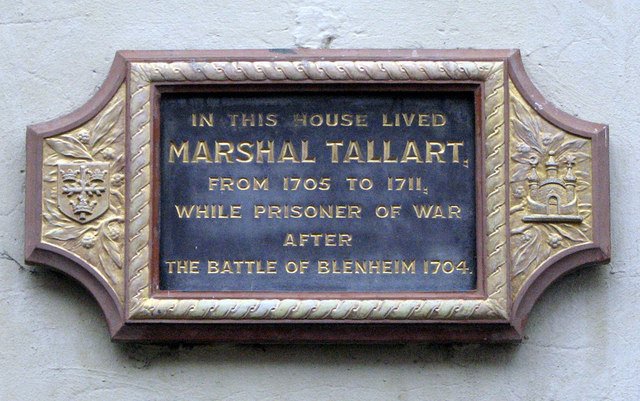
Placă comemorativă pe Newdigate House pe care scrie În această casă a trăit mareşalul Tallard, din 1704 până în 1711, ca prizonier de război după bătălia de la Blenheim.

Învins, este luat prizonier pe 13 august 1704 și dus la Nottingham, Anglia, unde rămâne prizonier până în noiembrie 1711. În timpul detenției sale, Ludovic al XIV-lea l-a numit guvernator al Franche-Comté. A devenit duce de Hostun în martie 1712 și membru al Consiliului Regal în 1714. În 1723 a devenit membru de onoare al Academiei Franceze de Științe, iar în 1724 devine președintele academiei. În 1726 a devenit ministru de stat. 
A murit la Paris pe 20 martie 1728 la vârsta de 76 de ani.

## Familia
S-a căsătorit pe 28 decembrie 1677 cu Marie-Catherine de Grolée Viriville și au avut trei copii:
- Hostun François, marchiz de la Baume. A murit în timpul bătăliei de la Blenheim, pe 20 septembrie 1704.
- Marie Joseph Hostun la Baume Tallard, duce de Hostun, conte de Tallard, 1683-1755.
- Catherine Ferdinande

Soția lui Tallard a murit pe 30 mai 1701 la 48 de ani.

## Legături externe
Camille d'Hostun, Duce de Tallard Dicționarul Larousse